# Marca de Verona

Italia hacia el año 1000.

La Marca de Verona y Aquileia fue un inmenso territorio fronterizo (marca) en la Italia nororiental —en torno al lago de Garda— durante la Alta Edad Media, con capitalidad en Verona y Aquilea. Fue fundada aproximadamente en el año 945 por Berengario II de Italia como parte de su reestructuración general del reino. Reemplazó al viejo Ducado del Friul, localizado en la misma región. La Marca fue una zona importante que gobernó el Tirol y facilitó el paso de los alpes entre Italia y Retia.
En el año 952, tras la derrota de Berengario II ante Otón, la marca Veronensis et Aquileiensis fue separada del Reino de Italia. En este mismo año el Reichstag se reunió en Augsburgo y confirmó la anexión de la marca veronesa al Ducado de Baviera. Por otra parte la antigua marca de Istria se anexionó a la de Verona en forma de Condado de Istria.
A lo largo de la historia, la marca de Verona, en algunos momentos estaba bajo control del Ducado de Carintia y en otros no. Del 952 al 975, ambos estados, el de Verona y el de Carintia, formaron un cohesionado estado italiano, germano y eslavo, bajo el control del Ducado de Baviera y feudo del Sacro Imperio Romano. A partir del año 975 la marca pasó a formar parte del nuevo ducado de Carintia, bajo la casa sajona.
En el 975 fue creada una comuna, a la que el emperador Otón I le dio los poderes dignos de una marca. En estos años atrás, la comuna de Verona y otras ciudades llegaron a convertirse en ciudades independientes, y el título de Margrave (Marqués) de Verona se convirtió en un mero honor hereditario vacíos de poder real bajo poder de las casas de Carintia y Baviera. Los emperadores empezaron a nombrar vicarios destinados en estos territorios para administrar el poder imperial, en lugar de los marqueses, en Verona.
Algunos territorios del noroeste fueron anexionados por el Príncipe-Obispo de Trento con el permiso del emperador Enrique II en el 1004, quién dio la autoridad condal en el viejo condado de Trento a los obispos. En 1070 Istria resucitó de nuevo en un marquesado y se separó de Verona. En 1077 los territorios del Friul, en el este junto con la ciudad patriarcal de Aquilea, fueron separados de la marca para fundar un principado eclesiástico el Patriarcado de Aquilea, un vasallo directo del Emperador. 
En 1164, las ciudades más importantes de la marca formaron la Liga Veronesa, la confederación buscaba su independencia frente al emperador. La Liga fue liderada por Venecia; otros miembros eran Verona, Padua, Vicenza, y Treviso. En 1167, la Liga Veronesa se unió a la Liga Lombarda; esto constituyó de facto el fin de la marca. Los emperadores continuaron nombrando a vicarios hasta el siglo XV, aunque por entonces el cargo era completamente nominal, ya que la mayoría del territorio de la marca fue sostenido por la República de Venecia.
- Datos: Q701920
- Multimedia: March of Verona / Q701920